# Armée des Pyrénées occidentales
L’armée des Pyrénées occidentales est une armée de la Révolution française. Elle se battit en Pays basque et en Navarre, sous les ordres, entre autres, des généraux D'Elbecq et de Moncey, jusqu'à la paix en 1795. Thomas Alexandre Davy de la Pailleterie Dumas dit le général Dumas, nommé commandant en chef en septembre 1793, la quitta sans jamais l'avoir commandée.

## Création et évolution
- créée, par décret du 1er mai 1793[1], de la division de l'armée des Pyrénées en armée des Pyrénées orientales et en armée des Pyrénées occidentales, au déclenchement de la guerre contre l'Espagne ;
- elle est dissoute par arrêtés des 26 Thermidor, 8 et 30 Fructidor An III (13, 25 août et 16 septembre 1795) et cesse d'exister le 20 vendémiaire An IV (12 octobre 1795) après conclusion de la paix avec l'Espagne (traité de Bâle (22 juillet 1795)).

## Généraux
- du 1er mai au 4 juillet 1793 : général Servan
- du 5 au 10 juillet 1793, par intérim : général de La Bourdonnaye
- du 11 juillet au 31 août 1793 : général d'Elbecq
- du 1er septembre au 4 octobre 1793, provisoirement : général Deprez-Crassier
- du 5 octobre 1793 au 30 août 1794, provisoirement : général Muller (en l'absence de Muller en mars 1794, c'est le général Jean Henri Guy Nicolas de Frégeville, marquis de Grandval qui commande l'armée).
- du 1er septembre 1794 au 12 octobre 1795 : général Moncey

Observations
Le général Alexandre Dumas, nommé général en chef de l’armée des Pyrénées occidentales par arrêté du Conseil exécutif du 8 septembre 1793, rejoignit bien cette armée le 28 octobre ; mais les représentants en mission s'opposèrent à ce qu'il prenne le commandement en chef et le conservèrent provisoirement au général Muller, par un arrêté en date du 29.
Au commencement de décembre, sur un nouvel ordre du Conseil exécutif, le général Dumas quitta l’armée des Pyrénées occidentales sans l'avoir commandée, pour conduire une colonne de renfort à l'Armée de l'Ouest.

## Quartier général
Le quartier général est d’abord placé à Bayonne, puis à Saint-Jean-de-Luz.

## Effectifs
Lors de son déploiement au printemps 1793, elle compte 8 000 hommes, organisés en deux divisions, elles-mêmes regroupant 15 bataillons et 18 compagnies franches.
Mi-1794, ses effectifs atteignent 66 000 hommes.
La division de gauche (PC : Saint-Jean-Pied-de-Port) est commandée par le général Lamoureux de Genettière. Blessé, il est remplacé le 8 juin par le général Dubouquet.
Elle est divisée en deux divisions, la 3e de l’armée commandée par le général Moncey, et la division de réserve, basée à Saint-Jean-Pied-de-Port par le général Mauco. Les autres divisions de l’armée des Pyrénées occidentales sont alors commandées par les généraux Delaborde et Frégeville. Les divisions de front ont 31 bataillons.
En octobre 1794, une nouvelle division est formée, sous les ordres du général Marbot.
En juin 1795, elle compte 66 bataillons et quatre régiments de cavalerie.
À la dissolution de cette armée :
- 18 bataillons et un régiment de troupes à cheval restèrent en garnison dans l'arrondissement de l'armée.
- 36 bataillons et 2 régiments de troupes à cheval rejoignirent l'Armée de l'Ouest.

## Composition
Régiments et demi-brigades ayant fait partie de l'armée des Pyrénées occidentales.
| Infanterie - 39e demi-brigade de première formation - 40e demi-brigade de première formation - 57e demi-brigade de première formation - 72e demi-brigade de première formation - 147e demi-brigade de première formation - 148e demi-brigade de première formation - 5e demi-brigade légère de première formation - 1er bataillon des chasseurs Basques - 2e bataillon des chasseurs Basques Cavalerie - 24e régiment de chasseurs à cheval - 11e régiment de hussards - 12e régiment de hussards - 18e régiment de dragons - 2 escadrons du corps des guides à cheval - Gendarmerie à cheval Artillerie - Une partie du ci-devant Régiment de La Fère artillerie - 4e bataillon de volontaires du Bec-d'Ambèze - 9e bataillon de volontaires du Bec-d'Ambèze | Bataillons de volontaires - ? bataillon de volontaires de l'Aude - 3e bataillon de volontaires de la Dordogne - 3e bataillon de volontaires du Gers - 7e bataillon de volontaires du Gers - 2e bataillon de volontaires de la Gironde - 7e bataillon de volontaires de la Gironde - 8e bataillon de volontaires de la Gironde - 3e bataillon de volontaires de l'Hérault - ? bataillon de volontaires du Jura - 2e bataillon de volontaires des Landes - 3e bataillon de volontaires des Landes - 4e bataillon de volontaires des Landes - 3e bataillon de volontaires de Lot-et-Garonne - 4e bataillon de volontaires de Lot-et-Garonne - 1er bataillon de volontaires des Basses-Pyrénées - 2e bataillon de volontaires des Basses-Pyrénées - 3e bataillon de volontaires des Basses-Pyrénées - 4e bataillon de volontaires des Basses-Pyrénées - 1er bataillon de volontaires des Hautes-Pyrénées - 3e bataillon de volontaires des Hautes-Pyrénées Compagnies franches - 1re compagnie de chasseurs du Gers - 2e compagnie de chasseurs du Gers - Compagnie des chasseurs du Louvre - Compagnie des chasseurs de Bordeaux |

## Opérations
- 3 juin 1794 : Bataille des Aldudes
- 24 juillet 1794 : Combat dans la vallée de Bastan

## Sources
- C. Clerget : Tableaux des armées françaises pendant les guerres de la Révolution, Librairie militaire, 1905.
- Louis de Marcillac, Histoire de la guerre entre la France et l'Espagne pendant les années de la Révolution française 1793, 1794 et partie de 1795, Paris, Magimel, 1808, 343 p.
- Mémoires sur la dernière guerre entre la France et l'Espagne dans les Pyrénées occidentales, Paris, Strasbourg, Treuttel et Wurtz, 1801, 234 p.